# Herbert Felix
Herbert Christian Felix, född 9 juli 1908 i Znaim i dåvarande Österrike-Ungern, nuvarande Tjeckien, död 6 maj 1973 i Torekov, var en svensk företagare och grundare av AB Felix.

## Biografi
Felix tillhörde en österrikisk-judisk gurkodlarfamilj i Znaim (idag Znojmo) i södra Mähren (Sudeterna), en del av Österrike-Ungern som efter första världskriget tillföll Tjeckoslovakien. Familjen Felix drev i Znaim företaget Löw & Felix och Herbert Felix skolades in i företaget som faderns tilltänkta efterträdare. Felix & Löw var vida kända för sina Znaimer Gurken. Felix kom under sin tid i familjeföretaget att ha hand om exportdelen och reste runt i Europa, bland annat till Sverige där han träffade sin första hustru Kerstin Cruickshank. De gifte sig 1937.
Herbert Felix flydde undan Adolf Hitler, kom 1938 till Sverige och började 1939 verka hos AB P. Håkansson. Verksamheten ingick ursprungligen som en del av P. Håkansson, som genom samarbetet med Felix kunde finna avsättning för överskott av ättika från sin produktion. Herbert Felix hade djupa kunskaper från familjeföretaget som P. Håkansson behövde. Framgångarna kom i början av 1940-talet och P. Håkansson använde namnet Felix som varumärke. 
Under andra världskriget gjorde Felix stora ansträngningar för att rädda sina föräldrar och sin bror undan förintelsen, men de fördes hösten 1944 från lägret Theresienstadt till Auschwitz där de mördades. Under kriget var Felix officer i de exiltjeckiska trupperna som stred på de allierades sida. Han var stationerad i Storbritannien innan han deltog i kriget i Frankrike. Han kom senare via de amerikanska styrkorna till Tjeckoslovakien i krigets slutskede där han blev varse om familjens grymma öde.  Under krigsåren leddes verksamheten i Eslöv av hans hustru och Ivar MG Sandberg men framförallt av Yngve Rosenqvist som utsågs till tillförordnad disponent. Efter kriget återvände han till Eslöv och fortsatte att utveckla företaget, som han tillsammans med styrelseordföranden Ivar MG Sandberg köpte av stiftelsen 1948. Under hans ledning lanserade Felix klassiska produkter som Bostongurka, smörgåsgurka och tomatketchup på plastflaska. Herbert Felix skilde sig 1946 och gifte om sig 1952 med Maj Sandberg, som var dotter till Ivar Sandberg. 
AB P. Håkanssons konservavdelning bytte namn till Felix 1955. År 1959 startade Herbert Felix efter förfrågningar från sin kusin, den ledande socialdemokraten och senare förbundskanslern Bruno Kreisky, ett österrikiskt Felix som fick namnet Felix Austria. Herbert Felix sålde i samband med ekonomiska problem 1961 80 procent av sitt företag till Svenska Sockerfabriks AB, som fullbordade köpet 1964. Herbert Felix började sedan arbeta inom FN:s livsmedels- och jordbruksorganisation (FAO) i Rom och bodde i Italien. 
År 2006 i november beslöt kommunstyrelsen i Eslöv att starta Herbert Felix-institutet. Institutet ska vara ett centrum för forskning, opinionsbildning och erfarenhetsutbyte inom integration och entreprenörskap.
År 2007 i april utsågs Herbert Felix till hedersmedborgare i sin födelsestad Znojmo i Tjeckien och samtidigt bildades ett Herbert Felix-sällskap i staden.
Herbert Felix är begravd på Eslövs kyrkogård.